# Vals peruano
El vals peruano o vals criollo es un género musical originado en el Perú dentro del género de la música criolla y afroperuana, que se desarrolló en Lima y en gran parte de la costa peruana entre los siglos XIX y XX. Este combina el estilo europeo con el hispanoamericano, además de llevar ciertos estilos comerciales como el one-step según el investigador César Santa Cruz.

## Historia

### Inicios

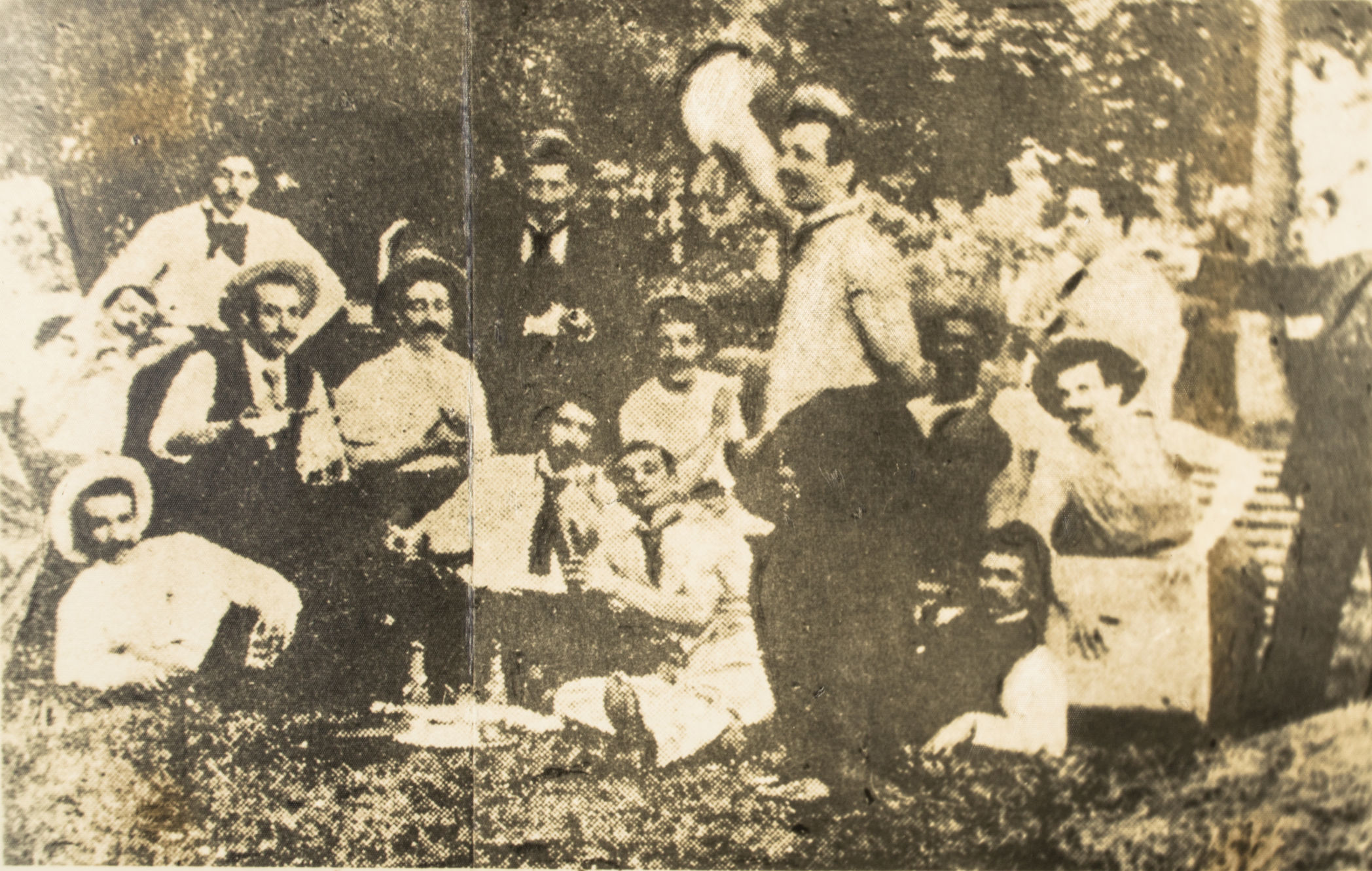
La Palizada Limeña

El canto solista o en dúo, acompañado al inicio por guitarras y luego también por el contrabajo y piano; era parte fundamental de toda reunión o jarana, en casas particulares, solares y callejones. Estos son los espacios en los que se nutre y fomenta el desarrollo de esta música. Los valses más antiguos, de fines del siglo XIX, y principios del siglo XX, se reconocen como valses de la Guardia Vieja. El tiempo y la práctica popular de la tradición oral hacen perder la memoria de algunos autores; sin embargo, en "El Libro de Oro del Vals Peruano", escrito por los musicólogos Raúl Serrano y Eleazar Valverde, constan entre los más importantes compositores de la Guardia Vieja: José Sabas Libornio-Ibarra, autor de la mazurca "Flor de Pasión"; Julio Flórez y Juan Peña Lobatón, autores de "El Guardián"; Óscar Molina, autor de "Idolatría"; Rosa Mercedes Ayarza Morales, pianista, compositora y recopiladora, en cuyo repertorio se encuentran diversos géneros como pregones, danza habanera, marineras y tonderos; de sus obras, compuestas o recopiladas por ella, se recuerdan: "La Picaronera", "Frutero Congo", "La Jarra de Oro", "Congorito", "Moreno Pintan a Cristo", etc. Alejandro Ayarza, conocido como Karamanduka, es autor de "La Palizada". A Pedro Augusto Bocanegra, autor de "Vicenta" y "La Alondra", también compuso los huaynos "A Orillas del Mantaro" y "Soy la Hoja Desprendida".
Otros cultores del criollismo cuyas canciones se consideran clásicas del repertorio criollo son: Filomeno Ormeño, autor de "Cuando me Quieras", "Canción de Carnaval"; Alberto Condemarín, autor de "Hermelinda", "Rosa Elvira"; Alejandro Sáez León, "Envenenada", "La Cabaña", “La Bóveda Azulada”; Braulio Sancho Dávila; "La Abeja"; Nicanor Casas Aguayo "Ídolo"; sin olvidar y dejar de mencionar a Benigno Ballón Farfán de Arequipa, a Máximo Bravo, los hermanos Augusto y Elías Ascuez, y a Samuel Joya, entre otros.

## Instrumentos
Los instrumentos que componen la melodía del vals peruano son un combinación de instrumentos originarios y españoles:  Guitarra, Violín, Arpa, castañuelas, acordeón, etc.

### De Felipe Pinglo a Chabuca Granda

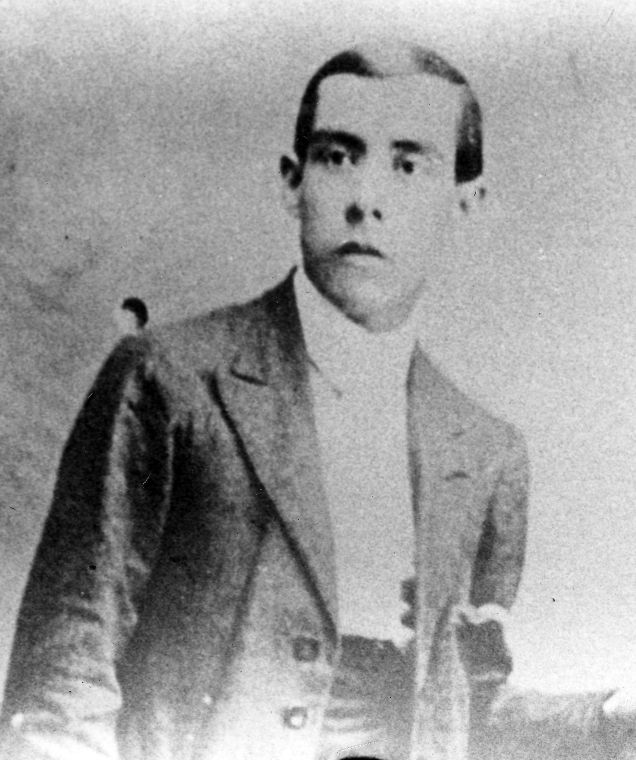
Felipe Pinglo, uno de los máximos exponentes del vals peruano.

El trabajo artístico de Felipe Pinglo Alva da inicio a otra etapa en la historia del vals criollo peruano con sus valses y composiciones en otros géneros como el one-step, que enriquecieron la cultura musical de Lima, fusionando elementos musicales del lenguaje local con otros correspondientes a los géneros musicales que se escuchaban por la radio y se apreciaban en el cine. Felipe Pinglo Alva, autor de más de cien canciones (entre las que destacan: El plebeyo, El bouquet, Mendicidad, La oración del labriego, El canillita, El huerto de mi amada, Horas de amor) vivió en Lima hasta su muerte en 1936, y logró dar testimonio de la sociedad de su tiempo en momentos en los que surgían los movimientos obreros anarquistas y ocurrían la Primera Guerra Mundial y la Revolución rusa. Por otro lado, cobraban importancia la radio y el cine en Lima. Su lenguaje musical incorpora melodías y armonías de gran complejidad asumiendo la influencia de la música norteamericana: los blues y el fox-trot, entre otras expresiones. Este proceso de reinterpretación de elementos foráneos para lograr una identidad propia se observa en el vals peruano.
Muchos compositores continuaron la obra de los viejos maestros. Entre ellos se encuentran, como importantes hitos de ésta cultura musical limeña los compositores: Pablo Casas, autor de "Anita", "Olga" y "Digna"; Lorenzo Humberto Sotomayor, pianista y autor de "Corazón", "El Solitario", "Lima de mis Amores" y "Cariño Mío"; Pedro Espinel, el rey de las polkas, con sus composiciones "La Campesina", "Sonrisas" y "Ojazos Negros"; Eduardo Márquez Talledo, con "Nube Gris" y "Ventanita"; y Manuel Acosta Ojeda, con "Madre", "Cariño", "Puedes irte", "Así te quiero yo" y "Canción de Fe".
Son pocas las mujeres compositoras; sin embargo, los repertorios musicales logrados por Serafina Quinteras, Alicia Maguiña y Chabuca Granda nos muestran una gran calidad y la característica general de abordar todo tipo de temas personales y sociales. Serafina Quinteras ("Muñeca Rota", "Parlamanías"); Alicia Maguiña ("Inocente Amor", "Soledad Sola", "Indio", "Estampa Limeña"); Chabuca Granda ("La Flor de la Canela", "Cardo o Ceniza", "Gracia", "Callecita encendida", "Bello Durmiente", "Puente de los Suspiros").

## Intérpretes

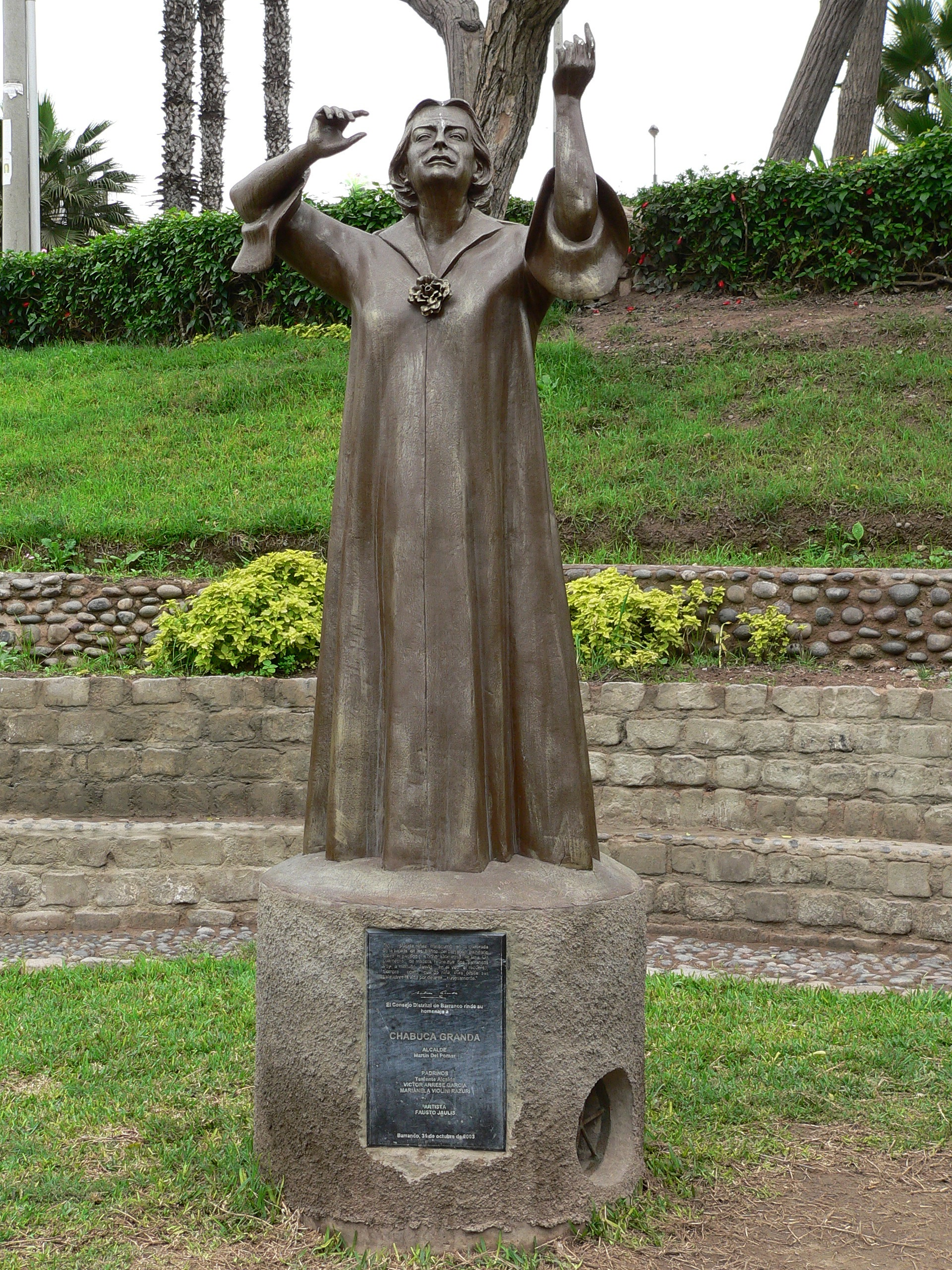
Chabuca Granda, embajadora de este género musical.

En la historia del vals peruano, tienen importancia fundamental los intérpretes, cantantes y guitarristas, cuyo trabajo permitió la difusión y la fama de muchas piezas que son parte del patrimonio cultural del Perú.
Entre los solistas cantantes más importantes del siglo XX, se encuentran Eloísa Angulo, Alicia Lizárraga, Delia Vallejos, Jesús Vásquez, Teresa Velásquez, Esther Granados, Eva Ayllón, Alicia Maguiña, Lucha Reyes, Chabuca Granda, Lucía de la Cruz, Verónikha, Arturo "Zambo" Cavero, Luis Abanto Morales, Bartola, Cecilia Bracamonte, Cecilia Barraza, Edith Barr, Rafael Matallana, Roberto Tello. Así como también conjuntos: Los Dávalos, La Limeñita y Ascoy, Las Limeñitas, Los Chamas, Los Chalanes, Los Romanceros Criollos, Los Embajadores Criollos, Los Morochucos, Los Troveros Criollos, Los Trovadores del Perú, Fiesta Criolla, Los Kipus entre otros.
Entre los artistas internacionales que han inmortalizado algunas canciones tradicionales, cabe destacar a la gran cantante española María Dolores Pradera (también conocida como La Gran Señora de la Canción), quien ha incluido en su repertorio obras musicales de otros artistas peruanos, como El Rosario de mi Madre de Los Troveros Criollos, La flor de la canela y Fina estampa de Chabuca Granda, Limeña (Edith Barr) y otros.
El famoso cantante ecuatoriano Julio Jaramillo es otro artista que contribuyó en gran medida a difundir el vals peruano a lo largo y ancho de todo el continente americano con sublimes interpretaciones de emblemáticos valses.
El éxito de estos conjuntos radica en la calidad musical, que fue perfeccionando estilos, la técnica guitarrística y arreglos especiales para cada tema que se grababa. Lamentablemente, en la actualidad el uso y sobreuso del cajón (antes solo utilizado en marineras, tonderos y festejos) ha desvirtuado la típica esencia del vals, volviéndolo más rítmico y menos melodioso.
En cuanto al sonido e incluso aspecto estético, el reemplazo del majestuoso contrabajo por el bajo eléctrico, ha restado respectivamente, profundidad y prestancia a los conjuntos criollos.
La famosa cantante francesa Édith Piaf interpretó una versión en francés (conocida como La Foule) del vals peruano Que nadie sepa mi sufrir compuesto por el argentino Ángel Cabral, con letra de su compatriota Enrique Dizeo.
Entre los guitarristas peruanos más importantes del siglo XX se encuentran:
Óscar Avilés, Lucho Garland, Carlos Hayre, Vicente Vásquez, Rafael Amaranto, Máximo Dávila, Óscar Cavero, Félix Casaverde, Carlos Montañés, Álvaro Pérez, Pepe Torres, Alejandro Rodríguez, Adolfo Zelada, Pepe Ladd, Javier Munayco.
Actualmente en el siglo XXI, el Vals Peruano es fusionado por varios músicos peruanos como Los Hijos del Sol-Eva Ayllón, García, Álex Acuña (jazz) y en la producción musical Cholo Soy- Jaime Cuadra (Chill out).
Entre sus exponentes destacados jóvenes se encuentran, Maritza Pérez. Cabe destacar, que el productor musical de Soledad Pastorutti, cantante de música folclórica argentina, gusta al igual que ella mucho de los valses peruanos, en especial los de Chabuca Granda, adaptándolos al gusto argentino.

## Internacionalización

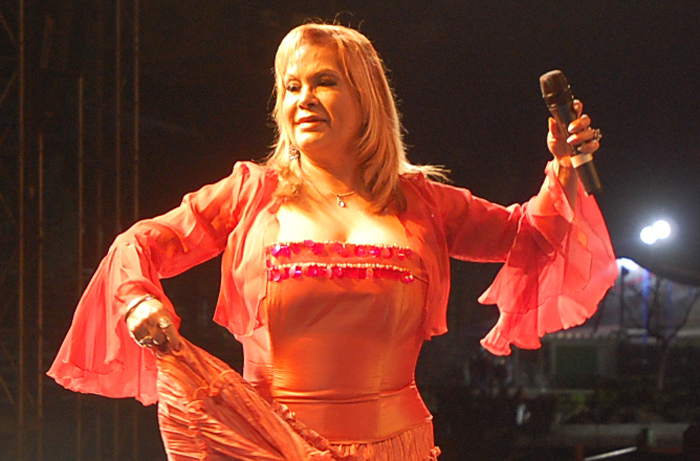
Palmenia Pizarro, destacada intérprete chilena de vals peruano.

- Chile: El vals peruano forma parte de la cultura musical de Iquique, que hasta 1884 fue una provincia peruana. Entre 1946 y 1948, el conjunto peruano Los Chalanes del Perú popularizó la música criolla durante sus giras a este país; como resultado de ellas, grabaron numerosos temas en el sello chileno EMI Odeon. Posteriormente, cantantes populares chilenos han interpretado valses peruanos: El dúo de hermanos Los Vargas, que popularizó El plebeyo y Nube gris; solistas como Lucho Gatica, Antonio Prieto, Lorenzo Valderrama, Lucho Oliva, Ramón Aguilera y Palmenia Pizarro, quien fue la primera artista que interpretó Cariño malo de Augusto Polo Campos, y, más recientemente, Douglas.[11]  El vals peruano y el bolero en Chile, formaron parte a partir de la década del 60 de una escena musical llamada de la "Música cebolla" o "Canción cebolla", por las letras emotivas de sus canciones, que inducían al llanto como las cebollas.[1][2] El vals La joya del Pacífico de los autores chilenos Víctor Acosta y Lázaro Salgado, que es considerado como un himno popular de la ciudad.[12] En 2017 la cantautora Mon Laferte lanzó en su álbum La Trenza, con un vals peruano llamado "Yo te qui".[13]

- España: El afamado autor Manuel Alejandro escribió a ritmo de vals criollo el tema Chabuca limeña, en honor a Chabuca Granda, grabado por Raphael  y Modesto López, «Propiedad privada».

- México: Algunos autores mexicanos han compuesto valses, que hoy forman parte del repertorio nacional peruano: José Ángel Espinoza compuso «El tiempo que te quede libre».